# Asociace umělců revolučního Ruska

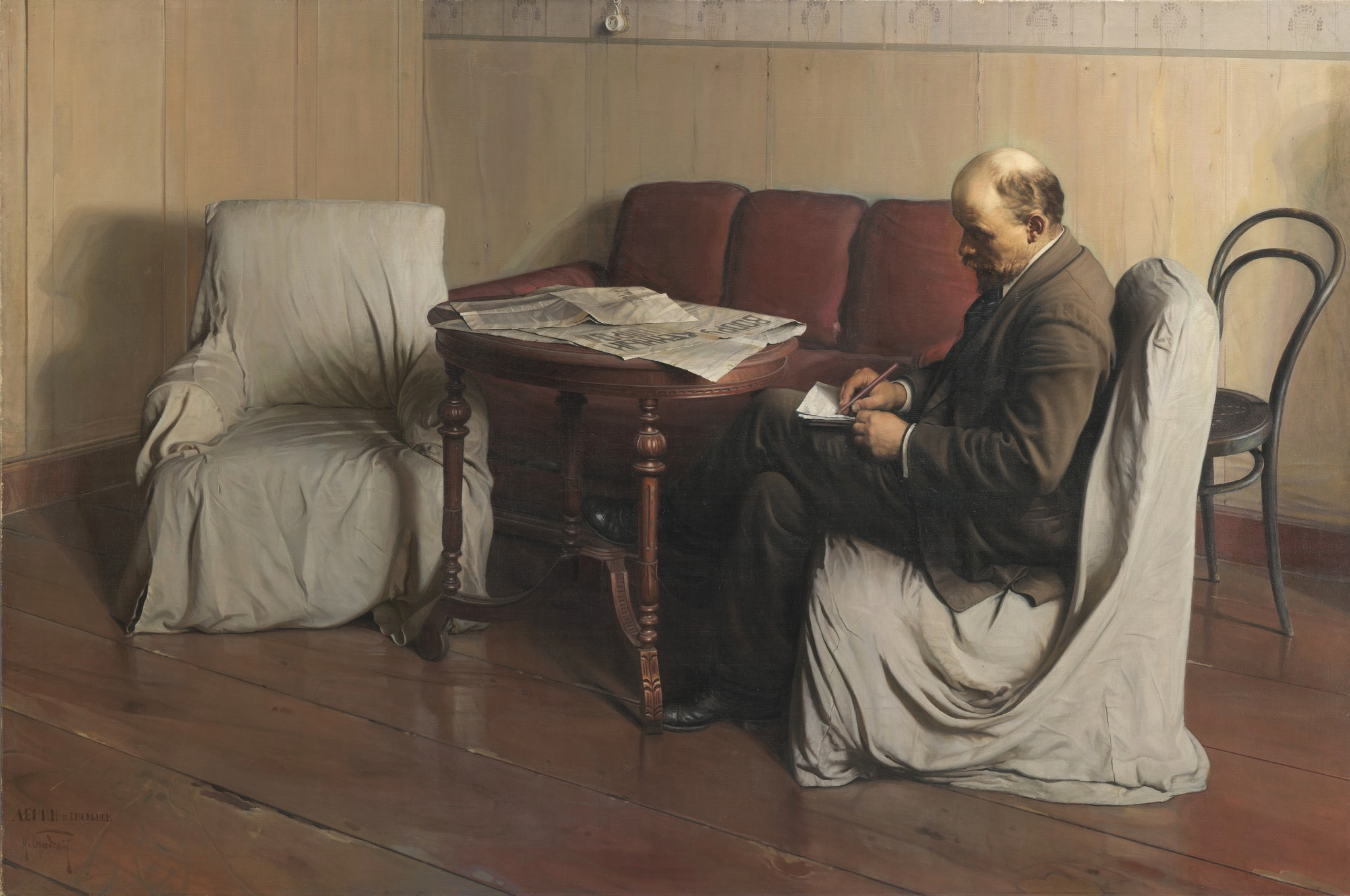
Isaak Brodskij, V. I. Lenin ve Smolném v roce 1917, 1930, olej na plátně, Treťjakovská galerie, Moskva. I. I. Brodskij patřil k představitelům Asociace umělců revolučního Ruska

Asociace umělců revolučního Ruska (rusky Ассоциация художников революционной России, známá také pod označením achrovci vycházejícím ze zkratky АХРР) bylo umělecké sdružení ruských sovětských výtvarníků působící v letech 1922 - 1932. V roce 1928 sdružení změnilo název na Asociace umělců revoluce (Ассоциация художников революции, АХР)
Sdružení, umělecky a ideově navazující na peredvižniky, vzniklo v roce 1922 a ve své činnosti si dalo za cíl „umělecko-dokumentární zachycení největších okamžiků historie v jejím revolučním duchu“.
Příslušníci asociace svou tvorbou vnesli významný vklad k vytváření sovětského realistického malířství. Hlavní témata jejich děl – industrializace země, výstavba nových měst, budovatelské úspěchy mladé sovětské republiky, hrdinství při obraně vlasti, nový život – přesně odrážely společenské a historické pohyby země po Říjnové revoluci.
Impulsem ke vzniku sdružení byla závěrečná řeč umělce P. A. Radimova, posledního čelného představitele peredvižniků, na umělecké výstavě konané v roce 1922 v Moskvě. V projevu nazvaném „Reflexe života v umění“ poukázal na měnící se společenské podmínky a s tím související povinnost umělců reagovat na ně. Odezvou na tuto výzvu byl vznik sdružení, jehož čelným představitelem se stal sám Radimov.
Sdružení se ve své činnosti zaměřovalo kromě samotné umělecké tvorby i na prezentaci děl široké veřejnosti, kvůli čemuž uspořádalo několik uměleckých výstav.
Asociace umělců revolučního Ruska, která svou činnost ukončila v roce 1932, se stala předvojem pozdějšího centrálního Svazu výtvarných umělců SSSR (Союз художников СССР).

## Někteří představitelé sdružení
- Abram Archipov
- Fjodor Bogorodskij
- Sergej Maljutin
- Lev Sosnovskij
- Gavril Gorelov